# Dysstroma infumata
Dysstroma infumata är en fjärilsart som beskrevs av Mcdunnough 1939. Dysstroma infumata ingår i släktet Dysstroma och familjen mätare. Inga underarter finns listade i Catalogue of Life.